# ドーメル

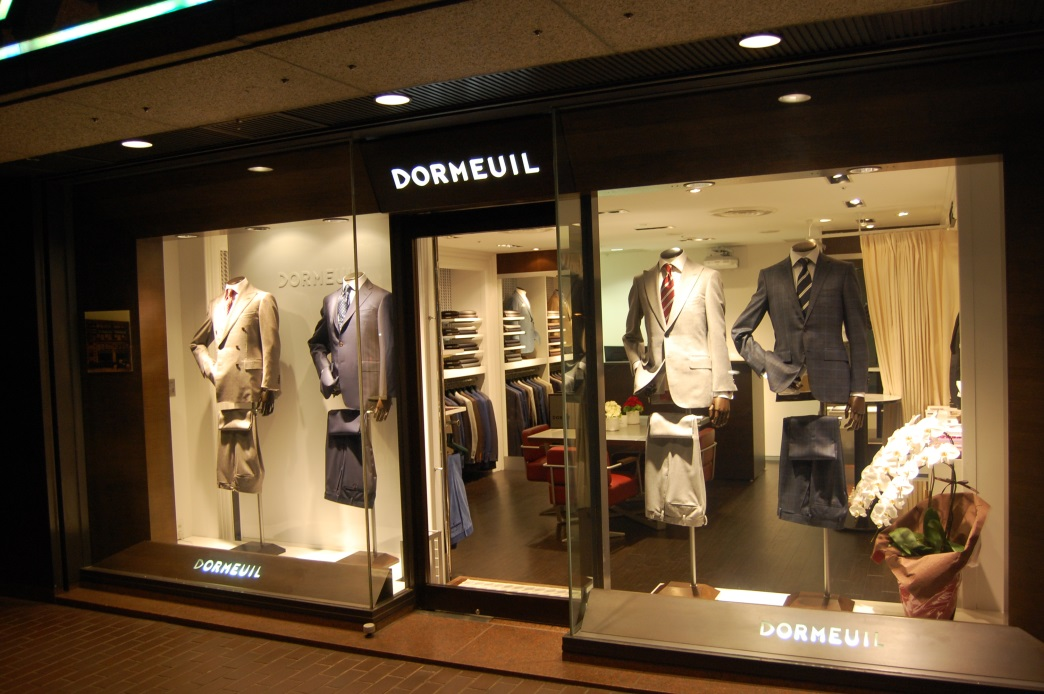
ドーメル青山店

ドーメル（Dormeuil S.A.S.）は、フランスの高級服地ブランド。1842年に イギリスから毛織物を輸入し、フランス国内で販売する服地商として出発。フランスのエスプリとエレガンス、イギリスの伝統と格式が同居する高級服地ブランドである。また、生地マーチャントとしては世界最古である。

## 歴史
- 1842年 - Jules Dormeuilが22歳の若さでイングランドの服地をフランスに輸入し始める。
- 1858年 - Julesの兄弟、AlfredとAugusteが事業に参加。
- 1860年 - 3兄弟を表す3つの羊頭をあしらった紋章が誕生。
- 1862年 - 社名を「ドーメル・フレール（兄弟）」とする。本社はパリのヴィヴィエンヌ通り4番。
- 1864年 - ロンドン事務所をコーク通り22番に開設。
- 1871年 - Jules Dormeuilが、テーラーの立ち並ぶロンドンのニューバーリントン通り10番に第1号店を開店。
- 1905年 - 新興の米国市場や未開のアフリカ市場に積極参入。
- 1920年 - 婦人服部門を設立。
- 1926年 - 第2世代：George Dormeuilがロンドンのゴールデン・スクエアに有名なドーメル・ハウスを建設
- 1927年 - Pierre Dormeuilが世界で初めて織り込みセルベッジを採用した服地Sportex(スポーテックス)を開発。
- 1955年 - 営業基盤を拡大し、ミラノとデュッセルドルフに事務所を開設。
- 1957年 - 第4世代：Xavier Dormeuilが名高いTonik(トニック)を販売開始。
- 1974年 - オルリー空港に近いパレゾーに現在の本社を移転。
- 1989年 - レーザー生地を導入。
- 1992年 - 150周年記念にエッフェル塔のライトを消灯。
- 1996年 - 第5世代：Ashley Dormeuilがニューヨークに渡り、アメリカ市場を開拓。
- 1999年 - 第5世代：Dominic DormeuilがPashmina(パシミナ)を立ち上げる。世界への拡大を続け、インド、中国、オーストラリアに事務所を開設。
- 2000年 - 新会社Dormeuil Modeの下、まったく新しい既製服コンセプトを導入。
- 2002年 - フランスを世界戦略の中心地として位置づけ、パリの店舗数を4店舗とする。
- 2003年 - 既製服事業を拡大し、中東（アンマン、ヨルダン）とロシアに出店。
- 2004年 - ドーメル・ジャポン株式会社を設立。
- 2006年 - 世界で最も贅沢な服地、Vanquish(バンキッシュ)を発表。世界各地でイベントを開催し、300着限定で販売。
- 2008年 - キルギスウールを使用したスーツ服地 Kirgyz White Suitingsの開発に成功。
- 2011年 - スーパー160'sウールに翡翠を混ぜ合わせた神秘的なラグジュアリー服地JADE（ジェイド）を発表。また年間を通じて着用可能というコンセプトをもとにアマデウス365を発表。
- 2012年 - 東日本大震災の復興支援プロジェクトKIBOU311(桜植樹)に賛同し、全世界でのトロピカルアマデウスの売り上げの一部をこのプロジェクトを推進するLOOMに寄付することを発表。日本オフィスを港区南青山に移転。
- 2013年 - 温度調整を行うことのできるケミカルをナノ技術で服地に取り入れたTecnik（テクニック）を発表。